# Sebastian Staudt
Sebastian Staudt (* 29. April 1988 in Uerdingen) ist ein deutscher Eishockeytorwart, der zuletzt für den Krefelder e.V. in der Eishockey-Oberliga Nord spielte.

## Karriere
Der 1,77 m große Torhüter begann seine Karriere in Krefeld, wo er in der Deutschen Nachwuchsliga für die Krefeld Pinguine spielte. Zur Saison 2006/07 wechselte der Torhüter zum REV Bremerhaven und wurde anschließend mit einer Förderlizenz für die Hannover Scorpions aus der Deutschen Eishockey Liga ausgestattet. Zur Spielzeit 2007/08 schloss sich Staudt dem Oberligisten Blue Lions Leipzig an, wo er die Rückennummer 31 trug.
Im Sommer 2009 unterschrieb er einen Vertrag bei den SERC Wild Wings aus der 2. Bundesliga, für die Staudt zwei Spielzeiten aktiv war, in denen er zu elf Einsätzen kam. Im Sommer 2011 kehrte er zum REV Bremerhaven zurück. Dort absolvierte er 2011/12 20 Meisterschaftsspiele sowie drei Relegationspartien; in der darauffolgenden Saison folgten weitere 16 Ligaeinsätze und eine Begegnung in der Relegation. Nachdem er 2011/12 noch als einer von drei Torleuten (neben Marko Suvelo und Brett Jaeger) der Pinguins agierte, war er 2012/13 lediglich Ersatz hinter dem Kanadier Brett Jaeger, der es auf 36 Ligaeinsätze brachte. Anfang September 2013 wechselte Staudt eine Liga tiefer zu den Wild Boys Chemnitz in die Oberliga Ost. Nach 14 Spielen als Torwart der Wild Boys führte Straudts Weg Mitte Dezember 2013 wieder zurück in die DEL. Eine Klausel in seinem Vertrag brachte den Austritt aus dem laufenden Dienstverhältnis bei den Chemnitzern, womit dem Wechsel in die Erstklassigkeit zu den Straubing Tigers nichts mehr im Wege stand. In Straubing kam er als Back-up für Jason Bacashihua in der Saison 2013/14 zu einem Einsatz in der DEL. Nach der Saison wechselte der Torhüter zu den IceFighters Leipzig, wo er einen Zweijahresvertrag unterschrieb. 2015 wurde er zum Torhüter des Jahres der Oberliga Ost gewählt. In den Spielzeiten 2016/17 bis 2017/18 spielte er für die Moskitos Essen in der Oberliga und wechselte anschließend zum Liga-Rivalen Füchse Duisburg.

### International
Mit der deutschen Juniorennationalmannschaft bestritt Sebastian Staudt die U18-Weltmeisterschaft 2006 sowie die U20-WM 2008.

## Erfolge und Auszeichnungen
- 2008 Aufstieg in die Top-Division bei der U20-Weltmeisterschaft der Division I, Gruppe A
- 2015 Torhüter des Jahres der Oberliga Ost